# Adam Danielewicz

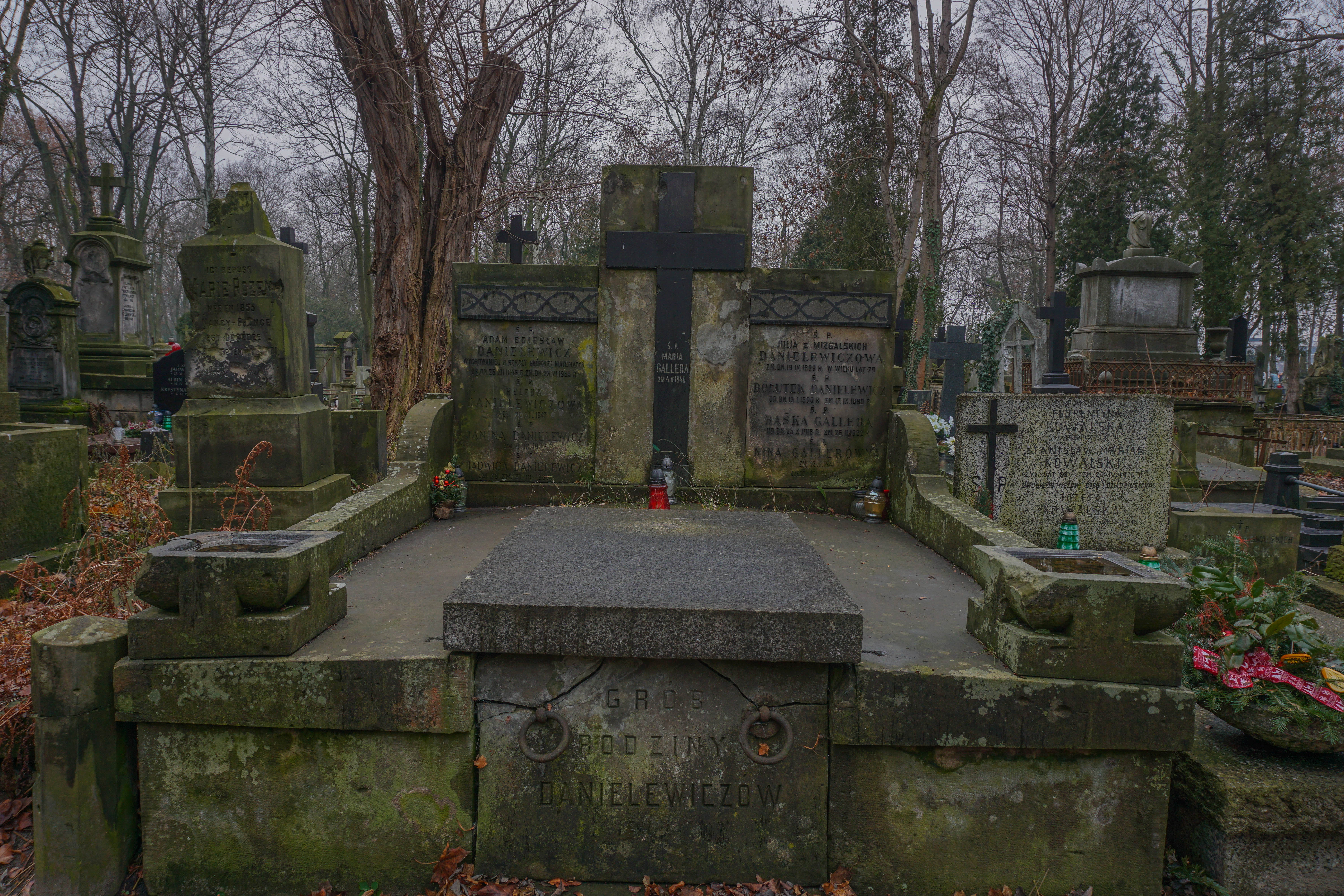
Grób Adama Danielewicza na cmentarzu Powązkowskim

Adam Bolesław Danielewicz, pseud. Tadeusz Oskard (ur. 23 grudnia 1846 w Koźminku w Kaliskiem, zm. 25 czerwca 1935 w Warszawie) – polski demograf i statystyk, wykładowca Szkoły Nauk Politycznych w Warszawie.

## Życiorys
Pochodził z rodziny ziemiańskiej, był synem Wojciecha i Julii z Mizgalskich. Kształcił się w szkołach powszechnych w Sieradzu (1858–1860) i Warszawie (1860–1862), II Gimnazjum w Warszawie (1862–1865); w latach 1865–1869 studiował matematykę w Szkole Głównej Warszawskiej. W 1869 został członkiem zarządu Dyrekcji Kolei Warszawsko-Terespolskiej (do 1888); był tam również naczelnikiem kontroli dochodów (1886–1888). Od 1891 pozostawał związany z Towarzystwem Ubezpieczeń „Przezorność”; do 1919 był głównym matematykiem, następnie radcą. Wykładał statystykę i algebrę na Kursach Handlowych im. Zielińskiego w Warszawie (1906–1910) oraz statystykę w Szkole Nauk Politycznych w Warszawie (1915–1921). W 1908 został wybrany na członka Towarzystwa Naukowego Warszawskiego; przez wiele lat pełnił funkcję prezesa Polskiego Instytutu Aktuariuszy, w 1931 nadano mu członkostwo honorowe. Współpracował z periodykiem „Zdrowie”. Wykształcił wielu statystyków miejskich. 2 maja 1924 został uhonorowany Krzyżem Oficerskim Orderu Odrodzenia Polski. Pochowany na cmentarzu Powązkowskim (kwatera 41-3-22/23).
Zajmował się w pracy naukowej demografią, prawem ubezpieczeniowym, statystyką i analizą matematyczną. Zgromadził obszerne materiały do analizy śmiertelności w Warszawie w II połowie XIX wieku. Zajmował się metodyką nauczania matematyki na poziomie szkół średnich. Opracował teoretyczne założenia postępowania ubezpieczeniowego na wypadek niezdolności do pracy oraz koncepcję ubezpieczeń na życie. Był autorem wielu artykułów publicystycznych oraz prac naukowych, m.in.:
- Równania Ablowe oraz ich zastosowanie do wpisywania wielokątów foremnych w koło (1869)
- W kwestyi statystyki śmiertelności (1877)
- O układaniu tablic śmiertelności z powodu zamierzonego spisu ludności (1878)
- W przedmiocie badań tablic śmiertelności (1878)
- Zasady taryf ubezpieczeń życiowych (1878)
- Zabezpieczenie kapitałów przez częściowe oszczędności (1884)
- Z dziedziny statystyki matematycznej (1884)
- Ludność miasta Warszawy w obrazach graficznych. Według spisu jednodniowego z 1882 roku (1887)
- Warszawska śmiertelność według przyczyn śmierci (1889–1893)
- Przyczynek do metody Zeunera (1890)
- Wykup czy redukcya polis (1892)
- Podstawy matematyczne ubezpieczeń życiowych (1896)
- Metoda najmniejszych kwadratów (1904)
- Zarys arytmetyki politycznej (1910, z Samuelem Dicksteinem)